# Cashflow kvadrant

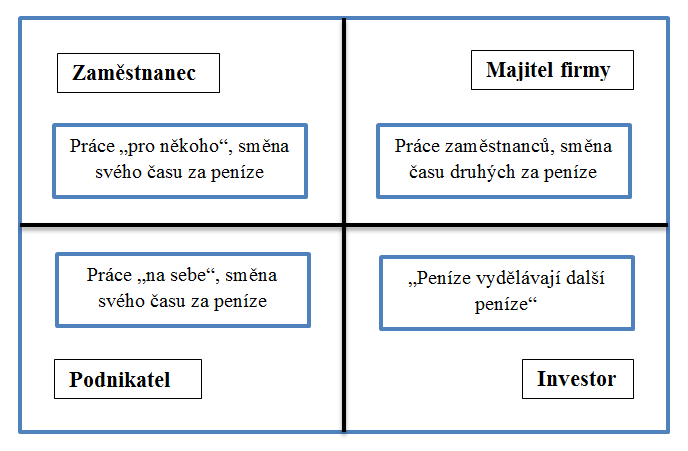
Cashflow kvadrant

Cashflow kvadrant v podstatě představuje rozdělení lidí (osob) do čtyř základních skupin podle toho, jakým způsobem vydělávají peníze a jak s penězi vynaloží.
Toto rozdělení formuloval Robert Kiyosaki, autor populárních knih na téma „jak zbohatnout“.

## Základní skupiny
- Zaměstnanec
- Podnikatel (OSVČ)
- Majitel firmy
- Investor